# Municipio Hopelchén
Koordinaten: 19° 30′ N, 89° 45′ W
Hopelchén ist ein Verwaltungsbezirk (Municipio) im mexikanischen Bundesstaat Campeche. Das Municipio hat ca. 45.000 Einwohner und ist ca. 7800 km² groß; Verwaltungssitz und größter Ort ist die gleichnamige Kleinstadt Hopelchén.
Zu den touristischen Attraktionen im Gebiet des Municipio zählen unter anderem die archäologischen Stätten von Tohcok, Nocuchich, Dzibilnocac, Hochob, El Tabasqueño und Santa Rosa Xtampak.

## Geografie
Das Municipio Hopelchén liegt im Nordosten des mexikanischen Bundesstaats Campeche weitgehend auf einer Höhe zwischen 100 m und 200 m. Es zählt zur Gänze zur physiographischen Provinz der Halbinsel Yucatán sowie zur Subprovinz des Karsts und der Hügelketten von Campeche. Die Geologie des Municipios wird von Kalkstein dominiert (89 %) bei 5 % Alluvionen, vorherrschende Bodentypen sind Leptosol (50 %), Vertisol (15 %) und Luvisol (14 %). Beinahe 90 % der Gemeindefläche sind bewaldet, etwa 8 % dienen dem Ackerbau.
Das Municipio Hopelchén grenzt an die Municipios Calkiní, Hecelchakán, Tenabo, Campeche, Champotón und Calakmul sowie an die Bundesstaaten Yucatán und Quintana Roo.

## Bevölkerung
Beim Zensus 2010 wurden im Municipio 37.777 Menschen in gut 8300 Wohneinheiten gezählt. Davon wurden 15.867 Personen als Sprecher einer indigenen Sprache registriert, darunter 15.558 Sprecher des Mayathan. Beinahe 12 % der Bevölkerung waren Analphabeten. 12.726 Einwohner wurden als Erwerbspersonen registriert, wovon ca. 85 % Männer bzw. 1,3 % arbeitslos waren. Über 31 % der Bevölkerung lebte in extremer Armut.

## Orte
Das Municipio Hopelchén umfasst 122 bewohnte localidades, von denen der Hauptort sowie Bolonchén de Rejón und Vicente Guerrero vom INEGI als urban klassifiziert sind. Acht Orte wiesen beim Zensus 2010 eine Einwohnerzahl von über 1.000 auf, 65 Orte hatten weniger als 100 Einwohner. Die größten Orte sind:
| Ort                | Einwohner |
| Hopelchén          | 7.295     |
| Bolonchén de Rejón | 3.975     |
| Vicente Guerrero   | 3.198     |
| Dzibalchén         | 2.340     |
| Ukum               | 2.019     |
| Xmabén             | 1.228     |
| Suc-Tuc            | 1.179     |
| Becanchén          | 0.997     |
| Ich-Ek             | 0.970     |
| Xcupil             | 0.881     |